# هنر سنگ‌نگاری

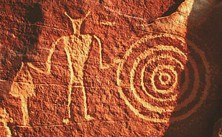
Petroglyph attributed to Classic Vernal Style, Fremont archaeological culture, eastern Utah, United States

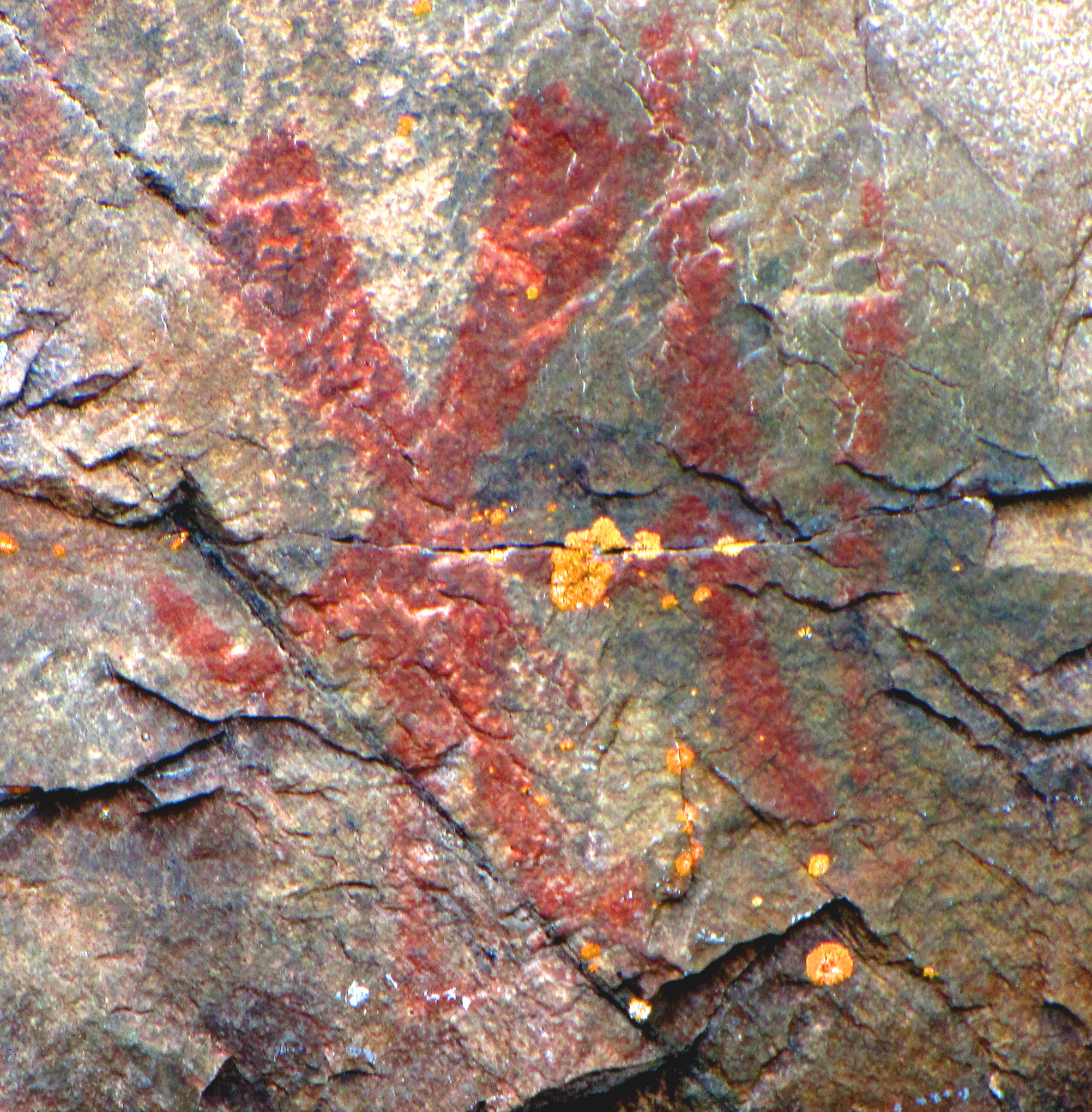
Nanabozho pictograph, Mazinaw Rock, Bon Echo Provincial Park, Ontario, Canada

در باستان‌شناسی هنر سنگ‌نگاری (انگلیسی: Rock art)، یا هنر سنگ نشانه‌های بشرساخته‌ای است که بر روی سطح‌ها و صفحه‌هایی که به‌صورت طبیعی وجود داشته‌اند، معمولاً سطوح سنگی عمودی قرار می‌گیرد. بخش بزرگی از هنر سنگ‌نگاری تاریخی و ماقبل تاریخ زنده مانده در غارها یا پناهگاه‌های سنگی و باقی‌مانده‌های نیمه محصور وجود دارد. این نوع را همچنین می‌توان «هنر غاری» یا هنر جداری نامید. هنر سنگ‌نگاری در بسیاری از مناطق متنوع با فرهنگ‌های متفاوت از نظر فرهنگ جهان، یک پدیدهٔ جهانی است که در طول تاریخ پیدایش بشر در زمینه‌های گوناگونی تولید شده‌است. از دیدگاه روش و تکنیک ،هنر سنگ‌نگاری به گروه‌های اصلی: سنگ نگاره‌هایی که در سطح سنگ تراشیده یا خراشیده شده‌اند، غارنگاره‌ها و نقش‌های برجستهٔ سنگی مجسمه‌سازی شده. تکنیک دیگر ایجاد تپه‌نگاره‌ها (ژئوگلیف‌ها) یی که بر روی زمین تشکیل داده شده‌اند. قدیمی‌ترین هنر سنگ‌نگاری شناخته شده مربوط به دورهٔ پارینه‌سنگی زبرین (عصر سنگ پسین) است که در اروپا، استرالیا، آسیا و آفریقا یافت شده‌است. به باور انسان‌شناسانی که در حال بررسی این آثار هنری هستند احتمالاً این سنگ‌نگاری‌ها دارای اهمیت جادویی-مذهبی بوده‌اند.